# Kleinziesel
Der Kleinziesel (Spermophilus pygmaeus) ist eine Hörnchenart aus der Gattung der Ziesel (Spermophilus). Er kommt von der östlichen Ukraine über Teile Russlands (mit Dagestan) bis Zentral-Kasachstan vor.

## Merkmale
Der Kleinziesel erreicht eine Kopf-Rumpf-Länge von etwa 17,5 bis 26,0 Zentimetern und gehört damit zu den kleineren Arten der Gattung. Der Schwanz wird etwa 2,5 bis 5,0 Zentimeter lang und ist wie bei allen Zieseln deutlich kürzer als der restliche Körper. Die Rückenfarbe ist variabel und reicht von einem blassen Grau mit strohgelber Einwaschung bis zu einem bräunlichen Grau. Der Rücken besitzt undeutliche Flecken, die jedoch sehr zurückgenommen sind oder auch fehlen können. Der Kopf ist breit, häufig breiter als der Körper. Oberhalb des Auges befindet sich ein roter Fleck. Die Körperseiten sind blass strohgelb mit grauer Einwaschung. Die Füße sind weiß bis strohgelb. Der Schwanz variiert stark in der Färbung und kann weiß, sandfarben, braun oder auch schwarz sein.
| 1 | · | 0 | · | 2 | · | 3 | = 22 |
| 1 | · | 0 | · | 1 | · | 3 | = 22 |

Die Art besitzt wie alle Arten der Gattung im Oberkiefer pro Hälfte einen zu einem Nagezahn ausgebildeten Schneidezahn (Incisivus), dem eine Zahnlücke (Diastema) folgt. Hierauf folgen zwei Prämolare und drei Molare. Im Unterkiefer besitzen die Tiere dagegen nur einen Prämolar. Insgesamt verfügen die Tiere damit über ein Gebiss aus 22 Zähnen.

## Verbreitung
Der Kleinziesel kommt in den Steppen- und Halbwüstengebieten der Dnepr und der Krim in der Ukraine über die Wolga-Region und den südlichen Ural Russlands und Dagestan bis Zentralasien östlich des Aralsees in Kasachstan vor. Im Zuge des Klimawandels mit einer Vermehrung der Regenfälle und feuchten Jahren in der Region verkleinerte sich das Verbreitungsgebiet in den letzten Jahren zunehmend. Die Art lebt im Flachland in Höhen bis 400 oder 500 Metern.

## Lebensweise
Der Kleinziesel ist ein tagaktives Erdhörnchen. Es lebt vor allem in Steppen und Halbwüstenregionen im Flachland. Es ernährt sich überwiegend von Pflanzenteilen, insbesondere Blättern, Knospen und Samen von Gräsern und Kräutern sowie unterirdisch von Wurzeln und Knollen. In landwirtschaftlich genutzten Flächen frisst der Kleinziesel zudem Anbaufrüchte und Getreide. Die Tiere leben in Kolonien, in denen sie ihre Territorien gegenüber Nachbarn verteidigen. Die Männchen haben größere Territorien, die mit denen mehrerer Weibchen überlappen, sie versuchen andere Männchen auf Abstand zu halten und Weibchen an sich zu binden. Auch die Weibchen verteidigen ihr Revier gegenüber Artgenossinnen. Der Bau ist in der Regel einfach mit einem Eingang und einer oder mehrerer Nestkammern, er hat eine Länge und Tiefe von etwa einem Meter. Daneben werden flache Fluchtbaue angelegt, in die sich die Tiere bei Gefahr begeben können.
Die Tiere verbringen den Winter, wie andere Ziesel, in einem langen Winterschlaf, der ab August, bei Jungtieren und Weibchen etwas später, beginnt. Er dauert 5 bis 8 Monate, die Tiere erwachen etwa im März bis April des Folgejahres. Die Fortpflanzungszeit beginnt im Frühjahr direkt nach der Überwinterung. Die sechs bis acht Jungtiere kommen nach einer Tragzeit von 25 bis 26 Tagen im unterirdischen Nest zur Welt und verlassen dieses zum Ende des Frühjahrs. Aufgrund des sehr heißen Sommers verfallen die Tiere im Hochsommer in einen Topor und bleiben in ihren Bauen, dieser kann mit kurzer Unterbrechung vor allem bei den Männchen direkt in den Winterschlaf übergehen.
Die Hauptfressfeinde der Tiere stellen Greifvögel und Füchse dar, auf deren Anwesenheit die Tiere mit kurzen, hohen Alarmrufen und Flucht reagieren.

## Systematik
Der Kleinziesel wird als eigenständige Art innerhalb der Gattung der Ziesel (Spermophilus) eingeordnet, die nach aktuellem Stand nach einer Revision der Gattung aus 15 Arten besteht. Die wissenschaftliche Erstbeschreibung stammt von dem Naturforscher Peter Simon Pallas aus dem Jahr 1778. Er beschrieb die Art anhand von Individuen aus dem Bereich des Oberlaufs des Ural in Kasachstan. Aufgrund des Aufbaus der Chromosomen sowie molekularbiologischer und genetischer Merkmale wird diskutiert, ob der Kaukasus-Ziesel (Spermophilus musicus) konspezifisch mit dem Kleinziesel ist und somit als Unterart desselben betrachtet werden sollte.
Innerhalb der Art werden gemeinsam mit der Nominatform vier Unterarten unterschieden:
- Spermophilus pygmaeus pygmaeus: Nominatform; im Wolga-Gebiet und dem südlichen Ural.
- Spermophilus pygmaeus brauneri: auf der Krim-Halbinsel. Die Unterart ist blasser als die Nominatform, der dunkle Schwanz besitzt eine rötliche Färbung
- Spermophilus pygmaeus herbicolus: im zentralen Bereich des Verbreitungsgebietes. Die Unterart ist häufig durch eine rostrote Färbung am Kopf und am Schwanz gekennzeichnet.
- Spermophilus pygmaeus mugosaricus: im östlichen Teil des Verbreitungsgebietes, vor allem in Kasachstan. Die Unterart ist blasser als die Nominatform und besitzt eine zimt- oder ockerfarbene Fleckung.

Regional kann es zu Hybridisierungen mit dem Rotwangenziesel (Spermophilus erythrogenys) und dem Gelbziesel (Spermophilus fulvus), häufiger noch mit dem Rotgelben Ziesel (Spermophilus major) und dem Perlziesel (Spermophilus suslicus) kommen.

## Status, Bedrohung und Schutz
Der Kleinziesel wird von der International Union for Conservation of Nature and Natural Resources (IUCN) als nicht gefährdet (Least concern) eingeordnet. Begründet wird dies mit der großen Bestandszahl und dem großen Verbreitungsgebiet der Tiere. Obwohl es regional zu Bestandsverringerungen und auch zum Verschwinden von Kolonien kommt, ist der Gesamtbestand nicht gefährdet. Die Hauptgründe für einen Rückgang der Bestände und eine Verkleinerung des Verbreitungsgebietes vor allem in der südlichen Wolgaregion sind die Veränderung der Witterung und die Zunahme von Niederschlägen im Zuge der globalen Klimaveränderungen. Hinzu kommt die Bedrohung durch die Landwirtschaft mit dem Einsatz von Pestiziden, Bewässerung der Felder, Überweidung von Weideflächen und die Verfolgung der Ziesel als potenzielle Getreideschädlinge, die sich auf die Bestandszahlen auswirken.

## Belege
1. 1 2 3 4 5 6 7 8  Richard W. Thorington Jr., John L. Koprowski, Michael A. Steele: Squirrels of the World. Johns Hopkins University Press, Baltimore MD 2012; S. 309–310. ISBN 978-1-4214-0469-1
2. ↑  Robert S. Hoffmann, Andrew T. Smith: Spermophilus. In: Andrew T. Smith, Yan Xie: A Guide to the Mammals of China. Princeton University Press, Princeton NJ 2008, ISBN 978-0-691-09984-2, S. 193.
3. 1 2 3 4 5  Spermophilus pygmaeus in der Roten Liste gefährdeter Arten der IUCN 2015.1. Eingestellt von: K. Tsytsulina, I. Zagorodnyuk, N. Formozov, B. Sheftel, 2008. Abgerufen am 2. Juli 2015.
4. ↑  Kristofer M. Helgen, F. Russell Cole, Lauren E. Helgen, Don E. Wilson: Generic Revision in the holarctic ground squirrels genus Spermophilus. Journal of Mammalogy 90 (2), 2009; S. 270–305. doi:10.1644/07-MAMM-A-309.1
5. 1 2 3  Spermophilus pygmaeus In: Don E. Wilson, DeeAnn M. Reeder (Hrsg.): Mammal Species of the World. A taxonomic and geographic Reference. 2 Bände. 3. Auflage. Johns Hopkins University Press, Baltimore MD 2005, ISBN 0-8018-8221-4.
6. ↑  Richard W. Thorington Jr., John L. Koprowski, Michael A. Steele: Squirrels of the World. Johns Hopkins University Press, Baltimore MD 2012; S. 307–308. ISBN 978-1-4214-0469-1